# Cantone di Fontaine-Française
Il Cantone di Fontaine-Française era una divisione amministrativa dell'arrondissement di Digione.
A seguito della riforma approvata con decreto del 18 febbraio 2014, che ha avuto attuazione dopo le elezioni dipartimentali del 2015, è stato soppresso.

## Comprendeva
Comprendeva i comuni di:
- Bourberain
- Chaume-et-Courchamp
- Dampierre-et-Flée
- Fontaine-Française
- Fontenelle
- Licey-sur-Vingeanne
- Montigny-Mornay-Villeneuve-sur-Vingeanne
- Orain
- Pouilly-sur-Vingeanne
- Saint-Maurice-sur-Vingeanne
- Saint-Seine-sur-Vingeanne